# Casa Rocca Piccola

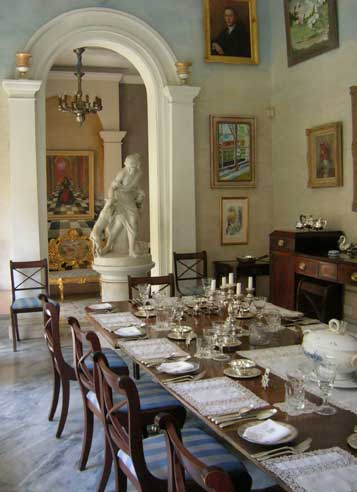
Sala de jantar da Casa Rocca Piccola

A Casa Rocca Piccola é um palácio na cidade de Valeta, em Malta.